# 박정문
박정문(朴正文, 1946년 6월 20일~)은 재일 한국인 화가이며, 일본의 인간국보에 선정되었다.